# Takashi Miike
Takashi Miike (三池崇史 Miike Takashi) (Osaka, 24 de Agosto de 1960) é um diretor de cinema japonês.

## Biografia
Desde 1991 fez mais de sessenta filmes para o cinema e produções para vídeo e TV. Somente em 2001 e 2002 realizou quinze filmes. Tornou-se muito popular, em 1999, com Audition (Ôdishon). É mais conhecido por encenar cenas chocantes de extrema violência e bizarras perversões sexuais. Prolífico, eclético e controverso cineasta, é conhecido como o Tarantino oriental, capaz de criar sentimentos e sensações antagônicas no espectador.
Miike nasceu em Yao, Osaka, no Japão, uma área habitada pela classe trabalhadora e imigrantes. Sua família era originária de  Kumamoto. Durante a Segunda Guerra Mundial, o avô estava estacionado na China e Coreia, e seu pai nasceu em Seul. Seu pai trabalhava como soldador e sua mãe como costureira. Embora alegue ter assistido às aulas apenas raramente, se formou na Escola Profissional de Transmissão e Cinema Yokohama (Yokohama Hoso Eiga Senmon Gakko) sob a orientação do renomado cineasta Shohei Imamura, o fundador e reitor da instituição.
Seus primeiros filmes foram produções para a televisão. Em seguida começou a dirigir vários lançamentos de V-Cinema, um tipo de produção que proporcionava mais liberdade criativa e menos rigor da censura.
Sua estreia foi com o filme Daisan no gokudō (The Third Gangster). No entanto, foi Shinjuku Triad Society (1995) o primeiro de seus lançamentos cinematográficos a ganhar a atenção do público. A produção estreou o seu estilo extremo e temas recorrentes. Trata-se do primeiro filme da chamada Black Society Trilogy, que também inclui Rainy Dog (1997) e Ley Lines (1999).
Miike alcançou fama internacional em 2000 quando seu filme romântico Audition (1999), seu violento épico sobre a Yakuza, Dead or alive (1999) e sua adaptação controversa do mangá Ichi the Killer ganhou os festivais internacionais de cinema. O diretor ganharia a partir de então muitos seguidores no ocidente devido ao lançamento de suas obras em DVD. Seu filme Hara-Kiri: Death of a Samurai estreou no Festival de Cannes, em 2011.
O diretor recebeu notoriedade internacional por retratar cenas chocantes de extrema violência e perversões sexuais. Muitos dos filmes contêm sangue gráfico e escabroso, não raro retrato de forma caricatural. Alguns trabalhos descrevem a atividade de criminosos, especialmente da máfia Yakuza, ou retratam a vida de estrangeiros que vivem no Japão. Miike é conhecido por seu senso de humor negro e por romper os limites da censura.
Apesar da notória reputação, também dirigiu produções de diversos gêneros, como Zebraman and the great Yokai War, peças de época, como Sabu, The Bird People in China e um drama adolescente intitulado Andoromedeia.
Ele afirma que Starship Troopers é seu filme favorito. Admira diretores, tais quais, Akira Kurosawa, Hideo Gosha, David Lynch, David Cronenberg e Paul Verhoeven.
Em 2005, foi convidado a dirigir um episódio da série antológica Masters of Horror, à qual contém episódios de uma série de diretores de terror consagrados, como John Carpenter, Tobe Hooper e Dario Argento. A ideia era a de reunir nomes com liberdade criativa relacionada a conteúdo violento e sexual, embora alguma violência excessiva tenha sido editada a partir do episódio dirigido por Argento, Jennifer. No entanto, quando a Showtime adquiriu os direitos da série, o episódio dirigido por Miike, Imprint, foi considerado muito preocupante e acabou não sendo exibido na televisão americana. Após negociações prolongadas, foi mantido como parte do lançamento da caixa de DVDs. Mick Garris, criador e produtor executivo da série, descreveu o episódio como incrível, contudo, o mais perturbador que já tivera visto. O filme foi exibido posteriormente nos Estados Unidos, México, Argentina, Bolívia, Brasil, Chile, Colômbia, Costa Rica, República Dominicana, Equador, El Salvador, França, Guatemala, Honduras, Israel, Nicarágua, Panamá, Paraguai, Peru, Turquia, Uruguai, Venezuela, além de Finlândia, e na Rai Tre, na Itália. A Anchor Bay Entertainment é a responsável pelo lançamento em DVD de Masters of Horror. Imprint foi lançada a 26 de setembro de 2006.

## Filmografia

### Diretor
| Ano               | Título em inglês                                                     | Título em japonês                                     | Romanização | Lançamento                                   |
| ----------------- | -------------------------------------------------------------------- | ----------------------------------------------------- | --- | -------------------------------------------- |
| 1991              | (Shissō Feraari 250 GTO / Rasuto ran: Ai to uragiri no hyaku-oku en) | 疾走フェラーリ250GTO/ラスト・ラン～愛と裏切りの百億円 | Shissō Feraari 250 GTO / Rasuto ran: Ai to uragiri no hyaku-oku en Shissō Feraari 250 GTO / Rasuto ran: Ai to uragiri no ¥10 000 000 000 | TV                                           |
| 1991              | (Toppū! Minipato tai - Aikyacchi Jankushon)                          | 突風！ ミニパト隊 アイキャッチ・ジャンクション        | Toppū! Minipato tai - Aikyatchi Jankushon                                                                                                | Vídeo                                        |
| 1991              | (Redi hantā: Koroshi no pureryuudo)                                  | レディハンター 殺しのプレュード                       | Redi hantā: Koroshi no pureryūdo | Vídeo                                        |
| 1992              | A Human Murder Weapon                                                | 人間兇器 愛と怒りのリング                             | Ningen kyōki: Ai to ikari no ringu | Vídeo                                        |
| 1993              | Bodyguard Kiba                                                       | ボディガード牙                                        | Bodigādo Kiba | Vídeo                                        |
| 1993              | (Oretachi wa tenshi ja nai)                                          | 俺達は天使じゃない                                    | Oretachi wa tenshi ja nai | Vídeo                                        |
| 1993              | (Oretachi wa tenshi ja nai 2)                                        | 俺達は天使じゃない２                                  | Oretachi wa tenshi ja nai 2 | Vídeo                                        |
| 1994              | Shinjuku Outlaw                                                      | 新宿アウトロー                                        | Shinjuku autorou | Vídeo                                        |
| 1994              | (Shura no mokushiroku: Bodigādo Kiba)                                | 修羅の黙示録 ボディーガード牙                         | Shura no mokushiroku: Bodigādo Kiba | Vídeo                                        |
| 1995              | (Daisan no gokudō)                                                   | 第三の極道                                            | Daisan no gokudō | Filme                                        |
| 1995              | (Shura no mokushiroku 2: Bodigādo Kiba)                              | 修羅の黙示録2 ボディーガード牙                        | Shura no mokushiroku 2: Bodigādo Kiba | Vídeo                                        |
| 1995              | Osaka Tough Guys                                                     | なにわ遊侠伝                                          | Naniwa yūkyōden | Vídeo                                        |
| 1995              | Shinjuku Triad Society                                               | 新宿黒社会 チャイナ マフィア戦争                      | Shinjuku kuroshakai: Chaina mafia sensō                                                                                                  | Filme                                        |
| 1996              | (Shin daisan no gokudō: boppatsu Kansai gokudō sensō)                | 新・第三の極道 勃発 関西極道ウォーズ！！              | Shin daisan no gokudō: boppatsu Kansai gokudō sensō                                                                                      | Vídeo                                        |
| 1996              | (Shin daisan no gokudō II)                                           | 新・第三の極道II                                      | Shin daisan no gokudō II | Vídeo                                        |
| 1996              | (Jingi naki yabō)                                                    | 仁義なき野望                                          | Jingi naki yabō | Vídeo                                        |
| 1996              | (Piinattsu: Rakkasei)                                                | ピイナッツ 落華星                                     | Piinattsu: Rakkasei | Vídeo                                        |
| 1996              | The Way To Fight                                                     | 喧嘩の花道 大阪最強伝説                               | Kenka no hanamichi: Ōsaka saikyō densetsu                                                                                                | Vídeo                                        |
| 1996              | Fudoh: The New Generation                                            | 極道戦国志 不動                                       | Gokudō sengokushi: Fudō | Filme                                        |
| 1997              | (Jingi naki yabō 2)                                                  | 仁義なき野望2                                         | Jingi naki yabō 2 | Vídeo                                        |
| 1997              | Young Thugs: Innocent Blood                                          | 岸和田少年愚連隊 血煙り純情篇                         | Kishiwada shōnen gurentai: Chikemuri junjō-hen                                                                                           | Filme                                        |
| 1997              | Rainy Dog                                                            | 極道黒社会 RAINY DOG                                  | Gokudō kuroshakai | Filme                                        |
| 1997              | Full Metal Yakuza                                                    | FULL METAL 極道                                       | Full Metal gokudō | Vídeo                                        |
| 1998              | The Bird People in China                                             | 中国の鳥人                                            | Chûgoku no chôjin | Filme                                        |
| 1998              | Andromedia                                                           | アンドロメデイア andromedia                           | Andoromedia | Film                                         |
| 1998              | Blues Harp                                                           | BLUES HARP                                            | n/a | Filme                                        |
| 1998              | Young Thugs: Nostalgia                                               | 岸和田少年愚連隊 望郷                                 | Kishiwada shōnen gurentai: Bōkyō | Film                                         |
| 1999              | Audition                                                             | オーディション                                        | Ōdishon | Filme                                        |
| 1999              | Man, A Natural Girl                                                  | 天然少女萬                                            | Tennen shōjo Man | TV                                           |
| 1999              | Ley Lines                                                            | 日本黒社会                                            | Nihon kuroshakai | Filme                                        |
| 1999              | (Silver: shirubā)                                                    | シルバー SILVER                                       | Silver: shirubā | Vídeo                                        |
| 1999              | Dead or Alive                                                        | DEAD OR ALIVE 犯罪者                                  | Dead or Alive: Hanzaisha | Filme                                        |
| 1999              | Salaryman Kintaro White Collar Worker Kintaro                        | サラリーマン金太郎                                    | Sarariiman Kintarō | Filme                                        |
| 1999              | Man, Next Natural Girl: 100 Nights In Yokohama N-Girls vs Vampire    | 天然少女萬NEXT 横浜百夜篇                             | Tennen shōjo Man next: Yokohama hyaku-ya hen                                                                                             | TV                                           |
| 2000              | The Making of 'Gemini                                                | desconhecido                                          | Tsukamoto Shin'ya ga Ranpo suru | Documentário para a TV                       |
| 2000              | MPD Psycho                                                           | 多重人格探偵サイコ                                    | Tajū jinkaku tantei saiko: Amamiya Kazuhiko no kikan                                                                                     | TV miniséries                                |
| 2000              | The City of Lost Souls The City of Strangers The Hazard City         | 漂流街 THE HAZARD CITY                                | Hyōryū-gai | Filme                                        |
| 2000              | The Guys from Paradise                                               | 天国から来た男たち                                    | Tengoku kara kita otoko-tachi | Filme                                        |
| 2000              | Dead or Alive 2: Birds Dead or Alive 2: Runaway                      | DEAD OR ALIVE 2 逃亡者                                | Dead or Alive 2: Tōbōsha | Filme                                        |
| 2001              | (Kikuchi-jō monogatari: sakimori-tachi no uta)                       | 鞠智城物語 防人たちの唄                               | Kikuchi-jō monogatari: sakimori-tachi no uta                                                                                             | Filme                                        |
| 2001              | (Zuiketsu gensō: Tonkararin yume densetsu)                           | 隧穴幻想 トンカラリン夢伝説                           | Zuiketsu gensō: Tonkararin yume densetsu                                                                                                 | Filme                                        |
| 2001              | Family                                                               | FAMILY                                                | n/a | Filme                                        |
| 2001              | Visitor Q                                                            | ビジターQ                                             | Bijitā Q | Filme                                        |
| 2001              | Ichi the Killer                                                      | 殺し屋1                                               | Koroshiya 1 | Filme                                        |
| 2001              | Agitator                                                             | 荒ぶる魂たち                                          | Araburu tamashii-tachi | Filme                                        |
| 2001              | The Happiness of the Katakuris                                       | カタクリ家の幸福                                      | Katakuri-ke no kōfuku | Filme                                        |
| 2002              | Dead or Alive: Final                                                 | DEAD OR ALIVE FINAL                                   | n/a | Filme                                        |
| 2002              | (Onna kunishū ikki)                                                  | おんな 国衆一揆                                       | Onna kunishū ikki | Desconhecido                                 |
| 2002              | Sabu                                                                 | SABU さぶ                                             | Sabu | Filme                                        |
| 2002              | Graveyard of Honor                                                   | 新・仁義の墓場                                        | Shin jingi no hakaba | Filme                                        |
| 2002              | Shangri-La                                                           | 金融破滅ニッポン 桃源郷の人々                         | Kin'yū hametsu Nippon: Tōgenkyō no hito-bito                                                                                             | Filme                                        |
| 2002              | Pandōra                                                              | パンドーラ                                            | Pandōra | Music vídeo                                  |
| 2002              | Deadly Outlaw: Rekka Violent Fire                                    | 実録・安藤昇侠道（アウトロー）伝 烈火                 | Jitsuroku Andō Noboru kyōdō-den: Rekka                                                                                                   | Filme                                        |
| 2002              | Pāto-taimu tantei                                                    | パートタイム探偵                                      | Pāto-taimu tantei | TV séries                                    |
| 2003              | The Man In White                                                     | 許されざる者                                          | Yurusarezaru mono | Filme                                        |
| 2003              | Gozu                                                                 | 極道恐怖大劇場 牛頭 GOZU                              | Gokudō kyōfu dai-gekijō: Gozu | Filme                                        |
| 2003              | Yakuza Demon                                                         | 鬼哭 kikoku                                           | Kikoku | Vídeo                                        |
| 2003              | Kōshōnin                                                             | 交渉人                                                | Kōshōnin | TV                                           |
| 2003              | One Missed Call You've Got a Call                                    | 着信アリ                                              | Chakushin Ari | Filme                                        |
| 2004              | Zebraman                                                             | ゼブラーマン                                          | Zeburāman | Filme                                        |
| 2004              | Pāto-taimu tantei 2                                                  | パートタイム探偵2                                     | Pāto-taimu tantei 2 | TV                                           |
| 2004              | Box segment in Three... Extremes                                     | BOX（『美しい夜、残酷な朝』）                         | Saam gaang yi | Segmento                                     |
| 2004              | Izo                                                                  | IZO                                                   | IZO | Film                                         |
| 2005              | Ultraman Max                                                         | ウルトラマンマックス                                  | Urutoraman Makkusu | Episódios 15 e 16 para a TV tokusatsu séries |
| 2005              | The Great Yokai War                                                  | 妖怪大戦争                                            | Yokai Daisenso | Filme                                        |
| 2006              | Big Bang Love, Juvenile A 4.6 Billion Years Of Love                  | 46億年の恋                                            | 46-okunen no koi | Filme                                        |
| 2006              | Waru                                                                 | WARU                                                  | Waru | Film                                         |
| 2006              | Imprint, episódio de Masters of Horror                               | インプリント ～ぼっけえ、きょうてえ～                 | Inpurinto ~bokke kyote~ | Episódio (série de TV)                       |
| 2006              | Waru: kanketsu-hen                                                   |                                                       | Waru: kanketsu-hen | Film                                         |
| 2006              | Sun Scarred                                                          | 太陽の傷                                              | Taiyo no kizu | Filme                                        |
| 2007              | Sukiyaki Western: Django                                             | スキヤキ・ウエスタン ジャンゴ                         | Sukiyaki wesutān jango | Filme                                        |
| 2007              | Crows Zero                                                           | クローズZERO                                          | Kurōzu Zero | Filme                                        |
| 2007              | Like a Dragon                                                        | 龍が如く 劇場版                                       | Ryu ga Gotoku Gekijōban | Filme                                        |
| 2007              | Zatoichi                                                             | 座頭市                                                | Zatōichi | Stageplay                                    |
| 2007              | História de detetive                                                 | 探偵物語                                              | Tantei monogatari | Filme                                        |
| 2008              | God's Puzzle                                                         | 神様のパズル                                          | Kamisama no pazuru | Filme                                        |
| 2008              | K-tai Investigator 7                                                 | ケータイ捜査官7                                       | Keitai Sōsakan 7 | TV                                           |
| 2009              | Yatterman                                                            | ヤッターマン                                          | Yattaaman | Filme                                        |
| 2009              | Crows Zero 2                                                         | クローズZERO 2                                        | Kurōzu Zero 2 | Filme                                        |
| 2010              | Thirteen Assassins                                                   | 十三人の刺客                                          | Jûsan-nin no shikaku | Filme                                        |
| 2010              | Zebraman 2                                                           | ゼブラーマン -ゼブラシティの逆襲                      | Zeburāman -Zebura Shiti no Gyakushū | Filme                                        |
| 2011              | Ninja Kids!!!                                                        | 忍たま乱太郎                                          | Nintama Rantarō | Filme                                        |
| 2011              | Hara-Kiri: Death of a Samurai                                        | 一命                                                  | Ichimei | Filme                                        |
| 2012 and Upcoming | Gyakuten Saiban/ Phoenix Wright: Ace Attorney:The Movie              | 逆転裁判                                              | Gyakuten Saiban | Filme                                        |
| 2012 and Upcoming | Ai to makoto                                                         | 愛と誠                                                | Ai to makoto | Filme                                        |
| 2012 and Upcoming | Aku no Kyoten                                                        | 悪の教典                                              | Aku no Kyoten | Filme                                        |
| 2012 and Upcoming | (Takeru)                                                             | 武 TAKERU                                             | Takeru | Filme                                        |

### Ator
- Agitator (2001), Shinozaki
- Graveyard of Honor (2001), atirador do restaurante
- Ichi the Killer: Episódio 0 (2002), Kakihara (voz)
- Last Life in the Universe (2003), Yakuza
- Neighbour No. 13 (2005), Kaneda
- Hostel (2006), Takashi Miike
- Dōbutsu no Mori (2006), Rokusuke/Pascal (voz)
- Tenchijin (2009), Hyogo Kariyasu
- No More Heroes 2: Desperate Struggle (2010), ele mesmo, um amigo de Bishop (voz)

### Produtor
- The Making of Gemini (2000)
- Ryu ga Gotoku (2006)